# Listă de forme de relief vulcanice pe Io

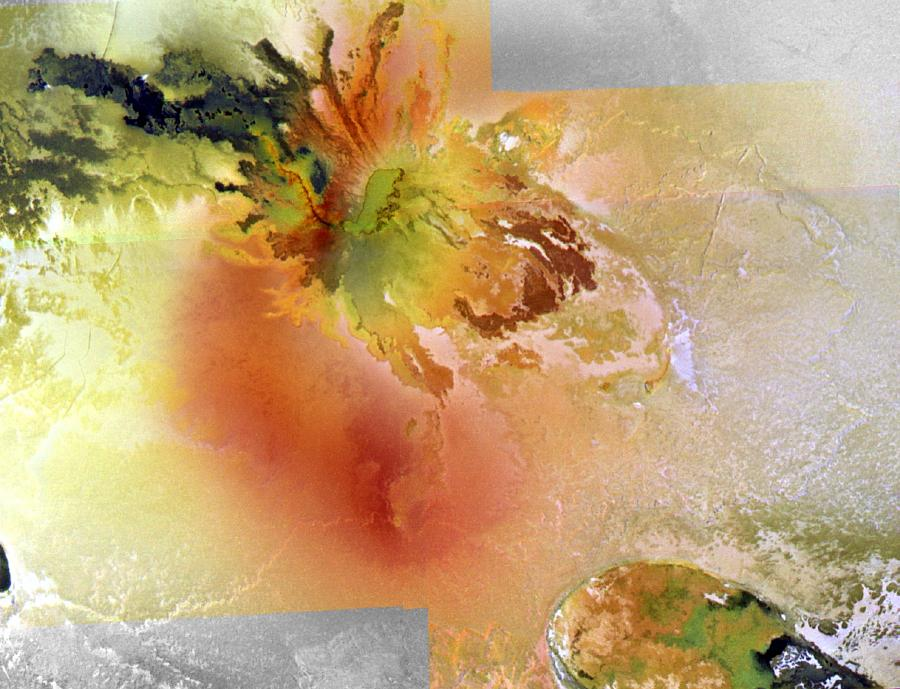
Culann Patera (zonele verzui deasupra centrului) cu curgerile de lavă asociate și depozite vulcanice roșii. Porțiuni din Tohil Patera în dreapta jos.

Aceasta este o listă de forme de relief numite vulcanicede pe satelitul Io a lui Jupiter. Aceste nume au fost aprobate pentru utilizare de către Uniunea Astronomică Internațională. Formele de relief enumerate mai jos reprezintă un subset al totalului formelor de relief vulcanice cunoscute de pe suprafața lui Io, majoritatea neavând în prezent un nume aprobat oficial.
Numele formelor de relief vulcanice de pe Io folosesc o combinație a unui nume derivat din figuri mitologice din întreaga lume legate de Soare, foc, vulcani, tunete sau de fierărie, locuri din povestea mitologică greacă a lui Io, Infernul lui Dante sau din numele unei forme de relief din apropiere de pe suprafața lui Io și un termen descriptiv aprobat. Termenul descriptiv folosit se bazează pe tipul de formă de relief numită și pe modul în care a fost descoperită pentru prima dată. Vulcanii care au fost observați pentru prima dată ca o trăsătură activă din observațiile unui pene vulcanice se încadrează în categoria „Centrul eruptiv” și nu folosesc un termen descriptiv, deși este posibil ca unele dintre aceste forme de relief să fi primit și nume care folosesc un termen descriptiv, cum ar fi Prometheus Patera sau Masubi Fluctus. Curgerile de lavă folosesc termenul descriptiv fluctus sau pluralul fluctūs, de ex Acala Fluctus. Depresiunile vulcanice folosesc termenul patera sau pluralul paterae, de ex Ah Peku Patera⁠(d). Termenul a devenit, de asemenea, termenul generic pentru referire la aceste structuri. Vulcanii scut mici folosesc termenul tholus sau pluralul tholi, de ex Inachus Tholus. În cele din urmă, canalele sculptate de cugerile de lavă prin eroziune termică folosesc termenul vallis sau pluralul vales.
Vezi și Listă de munți pe Io și Listă de regiuni pe Io.

## Centre de erupție

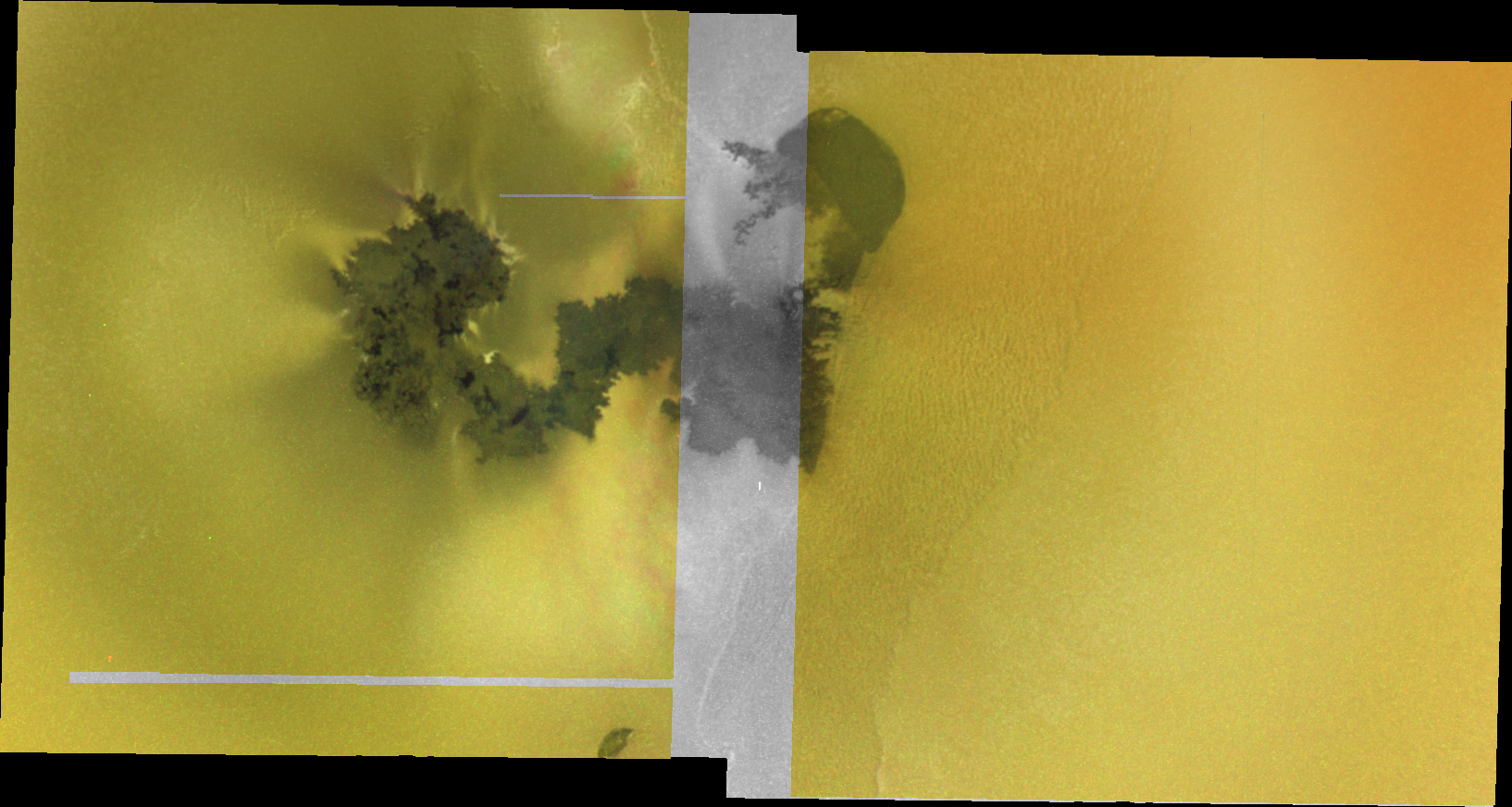
Centrul de erupție Prometheus

Centrele de erupție de pe Io sunt locații în care de obicei fost observată și caracterizată o activitate vulcanică majoră înainte de forma de relief vulcanic. Coordonatele, diametrul și sursa numelui provin de pe site-ul web al Numenclaturii Sistemului Solar al IAU.  Toate aceste forme de relief au fost observate ca vulcani activi pe Io.
| Vulcan     | Numit după               | Coordonate                          |
| ---------- | ------------------------ | ----------------------------------- |
| Amirani    | Amirani ( georgian )     | 24°28′N 114°41′W / 24.46°N 114.68°V |
| Kanehekili | Kāne Milohai ( hawaian ) | 18°13′S 33°37′W / 18.21°S 33.61°V   |
| Loki       | Loki ( nordic )          | 18°13′N 302°34′W / 18.22°N 302.56°V |
| Marduk     | Marduk ( babilonian )    | 29°17′S 209°44′W / 29.29°S 209.74°V |
| Masubi     | Ho-Masubi ( japonez )    | 49°36′S 56°11′W / 49.6°S 56.18°V    |
| Maui       | Māui ( hawaian )         | 19°32′N 122°19′W / 19.53°N 122.31°V |
| Pele       | Pele ( hawaian )         | 18°43′S 255°17′W / 18.71°S 255.28°V |
| Prometeu   | Prometeu ( grec )        | 1°31′S 153°56′W / 1.52°S 153.94°V   |
| Surt       | Surtr ( islandez )       | 45°13′N 336°29′W / 45.21°N 336.49°V |
| Thor       | Thor ( nordic )          | 39°09′N 133°08′W / 39.15°N 133.14°V |
| Volund     | Völundr ( norvegian)     | 28°37′N 172°30′W / 28.62°N 172.5°V  |
| Zamama     | Zamama ( sumerian )      | 18°26′N 172°35′W / 18.43°N 172.59°V |

## Paterae
Următorul tabel listează depresiunile vulcanice denumite paterae de pe Io. Coordonatele, diametrul și sursa numelui provin de pe site-ul web al Numenclaturii Sistemului Solar al IAU. Nute despre dacă patera a fost observată ca un vulcan activ fie de către astronomii de la sol, telescopul spațial Hubble, fie diferitele nave spațiale care au întâlnit sistemul Jupiter provin din cartea, Vulcanism on Io, dacă nu este menționat altfel. 
În 2006, utilizarea termenului catena, pentru vulcanii ioniani cu depresiuni multiple, a fost întreruptă în favoarea pluralului paterae. Aceste forme de relief sunt Tvashtar Paterae⁠(d), Reshet Paterae și Mazda Paterae.
| Patera                | Numită după                           | Coordonate                          | Diametru (km) | Activitate Observată |
| --------------------- | ------------------------------------- | ----------------------------------- | ------------- | -------------------- |
| Ababinili Patera      | Ababinili⁠(d) (Chickasaw)              | 12°47′N 142°10′W / 12.79°N 142.16°V | 105.0         | Nu                   |
| Agni Patera           | Agni (hindus și altele)               | 40°48′S 333°03′W / 40.8°S 333.05°V  | 19.7          | Nu                   |
| Ah Peku Patera⁠(d)     | Ah Peku⁠(d) (maiaș)                    | 10°20′N 107°02′W / 10.34°N 107.04°V | 84.0          | Da                   |
| Aidne Patera          | Aidne⁠(d) (irlandez)                   | 34°24′S 177°05′W / 34.4°S 177.09°V  | 30.26         | Da                   |
| Altjirra Patera       | Altjira⁠(d) (aborigen australian)      | 1°47′S 108°58′W / 1.78°S 108.97°V   | 52.55         | Da                   |
| Amaterasu Patera⁠(d)   | Amaterasu (japonez)                   | 38°08′N 306°32′W / 38.13°N 306.53°V | 93.1          | Da                   |
| Angpetu Patera        | Angpetu (dakota)                      | 21°09′S 8°47′W / 21.15°S 8.79°V     | 13.68         | Nu                   |
| Aramazd Patera        | Aramazd⁠(d) (armean)                   | 73°35′S 336°49′W / 73.58°S 336.81°V | 68.82         | Nu                   |
| Arusha Patera         | Arusha (hindus)                       | 39°04′S 101°29′W / 39.06°S 101.48°V | 68.07         | Da                   |
| Asha Patera⁠(d)        | Asha (zoroastrian)                    | 8°50′S 225°41′W / 8.84°S 225.69°V   | 108.33        | Da                   |
| Ātar Patera           | Atar (zoroastrian)                    | 31°06′N 278°35′W / 31.1°N 278.58°V  | 86.41         | Da                   |
| Aten Patera           | Aten (egiptean)                       | 48°32′S 310°01′W / 48.53°S 310.02°V | 43.4          | Da                   |
| Babbar Patera⁠(d)      | Babbar (sumerian)                     | 39°47′S 271°59′W / 39.79°S 271.98°V | 85.74         | Da                   |
| Balder Patera         | Balder (nordic)                       | 11°26′N 156°06′W / 11.44°N 156.1°V  | 42.0          | Nu                   |
| Belenus Patera        | Belenus (celtic)                      | 2°54′N 157°43′W / 2.9°N 157.72°V    | 23.01         | Nu                   |
| Bochica Patera        | Bochica⁠(d) (muisca)                   | 61°30′S 18°51′W / 61.5°S 18.85°V    | 52.38         | Nu                   |
| Camaxtli Patera       | Camaxtli (aztec)                      | 15°15′N 136°48′W / 15.25°N 136.8°V  | 58.39         | Da                   |
| Carancho Patera       | Carancho (bolivian)                   | 1°26′N 317°12′W / 1.43°N 317.2°V    | 30.04         | Nu                   |
| Cataquil Patera       | Catequil⁠(d) (incaș)                   | 23°53′S 16°34′W / 23.89°S 16.57°V   | 133.95        | Nu                   |
| Catha Patera          | Cautha (etrusc)                       | 53°46′S 101°35′W / 53.76°S 101.58°V | 68.59         | Da                   |
| Chaac Patera          | Chaac (maiaș)                         | 11°53′N 157°26′W / 11.88°N 157.44°V | 95.88         | Da                   |
| Chors Patera          | Chors⁠(d) (slavic)                     | 68°28′N 249°51′W / 68.47°N 249.85°V | 64.97         | Da                   |
| Creidne Patera        | Creidhne⁠(d) (celtic)                  | 53°01′S 342°32′W / 53.02°S 342.53°V | 152.82        | Da                   |
| Cuchi Patera          | Cuchi (aborigen australian)           | 0°54′S 144°34′W / 0.9°S 144.57°V    | 76.28         | Da                   |
| Culann Patera         | Culann⁠(d) (celtic)                    | 20°13′S 160°10′W / 20.22°S 160.17°V | 54.48         | Da                   |
| Daedalus Patera       | Daedalus (grec)                       | 19°31′N 274°21′W / 19.52°N 274.35°V | 73.29         | Da                   |
| Dazhbog Patera⁠(d)     | Dazhbog⁠(d) (slavic)                   | 55°06′N 301°29′W / 55.1°N 301.48°V  | 118.39        | Da                   |
| Dingir Patera         | Dingir (sumerian)                     | 4°08′S 341°22′W / 4.13°S 341.37°V   | 47.38         | Nu                   |
| Dusura Patera         | Dusura (nabatean)                     | 37°28′N 119°01′W / 37.47°N 119.02°V | 68.58         | Da                   |
| Ekhi Patera           | Ekhi⁠(d) (basc)                        | 28°21′S 88°30′W / 28.35°S 88.5°V    | 51.04         | Da                   |
| Emakong Patera        | Emakong (Sulca people of New Britain) | 3°20′S 119°49′W / 3.33°S 119.82°V   | 80.08         | Da                   |
| Estan Patera⁠(d)       | Estan⁠(d) (hitit)                      | 21°37′N 87°43′W / 21.61°N 87.71°V   | 95.0          | Da                   |
| Fo Patera             | Fo (chinez)                           | 40°47′N 192°15′W / 40.79°N 192.25°V | 47.15         | Da                   |
| Fuchi Patera⁠(d)       | Kamuy Fuchi⁠(d) (ainu)                 | 28°20′N 327°34′W / 28.34°N 327.57°V | 63.67         | Da                   |
| Gabija Patera         | Gabija⁠(d) (lituanian)                 | 51°54′S 202°32′W / 51.9°S 202.53°V  | 48.0          | Da                   |
| Galai Patera          | Galai (mongol)                        | 10°52′S 288°07′W / 10.87°S 288.11°V | 105.23        | Nu                   |
| Gibil Patera          | Gibil⁠(d) (sumerian)                   | 14°59′S 294°38′W / 14.99°S 294.64°V | 102.38        | Da?                  |
| Girru Patera          | Girru⁠(d) (babilonian)                 | 22°48′N 239°55′W / 22.8°N 239.92°V  | 68.23         | Da                   |
| Gish Bar Patera⁠(d)    | Gish Bar (babilonian)                 | 16°11′N 90°16′W / 16.18°N 90.26°V   | 122.25        | Da                   |
| Grannos Patera        | Grannus⁠(d) (celtic)                   | 11°10′N 145°17′W / 11.17°N 145.29°V | 45.0          | Nu                   |
| Grian Patera          | Grian⁠(d) (celtic)                     | 11°50′S 11°59′W / 11.84°S 11.98°V   | 70.0          | Da                   |
| Haokah Patera         | Haokah⁠(d) (lakota)                    | 20°52′S 186°39′W / 20.87°S 186.65°V | 53.86         | Da                   |
| Hatchawa Patera       | Hatchawa (yaroro)                     | 59°25′S 31°59′W / 59.42°S 31.99°V   | 84.98         | Nu                   |
| Heiseb Patera         | Heiseb (bushman)                      | 29°47′N 244°51′W / 29.79°N 244.85°V | 62.48         | Nu                   |
| Heno Patera           | Heno (iroquois)                       | 57°08′S 311°28′W / 57.14°S 311.47°V | 71.06         | Da                   |
| Hephaestus Patera     | Hephaestus (grec)                     | 1°57′N 289°47′W / 1.95°N 289.79°V   | 38.84         | Da                   |
| Hi'iaka Patera        | Hi'iaka⁠(d) (hawaian)                  | 3°38′S 79°28′W / 3.64°S 79.47°V     | 128.27        | Da                   |
| Hiruko Patera         | Hiruko⁠(d) (japonez)                   | 65°05′S 328°50′W / 65.09°S 328.83°V | 89.54         | Nu                   |
| Horus Patera          | Horus (egiptean)                      | 9°49′S 338°00′W / 9.82°S 338.0°V    | 144.21        | Nu                   |
| Huo Shen Patera       | Huo Shen (chinez)                     | 15°01′S 328°59′W / 15.01°S 328.98°V | 62.73         | Nu                   |
| Ilmarinen Patera      | Ilmarinen⁠(d) (finlandez)              | 14°26′S 1°09′W / 14.44°S 1.15°V     | 45.94         | Nu                   |
| Inti Patera           | Inti⁠(d) (incaș)                       | 68°22′S 347°31′W / 68.37°S 347.52°V | 70.91         | Nu                   |
| Isum Patera           | Isum⁠(d) (asirian)                     | 29°49′N 208°28′W / 29.82°N 208.46°V | 62.24         | Da                   |
| Itzamna Patera        | Itzamna⁠(d) (maiaș)                    | 16°08′S 99°28′W / 16.13°S 99.46°V   | 126.36        | Da                   |
| Janus Patera          | Janus (roman)                         | 4°34′S 39°03′W / 4.56°S 39.05°V     | 60.07         | Da                   |
| Kami-Nari Patera⁠(d)   | Kami-Nari⁠(d) (japonez)                | 8°42′S 235°05′W / 8.7°S 235.08°V    | 53.39         | Nu                   |
| Kane Patera           | Kāne⁠(d) (hawaian)                     | 48°23′S 11°46′W / 48.39°S 11.77°V   | 135.77        | Nu                   |
| Karei Patera          | Karei (semang)                        | 0°12′N 13°05′W / 0.2°N 13.08°V      | 35.29         | Da                   |
| Kava Patera           | Kava (persan)                         | 16°50′S 341°20′W / 16.83°S 341.33°V | 63.82         | Nu                   |
| Khalla Patera         | Khalla (Bushman)                      | 5°08′N 303°34′W / 5.14°N 303.56°V   | 48.24         | Nu                   |
| Kibero Patera         | Kibero (yaroro)                       | 11°50′S 305°06′W / 11.83°S 305.1°V  | 63.34         | Nu                   |
| Kinich Ahau Patera⁠(d) | Kinich Ahau (maiaș)                   | 49°20′N 310°12′W / 49.34°N 310.2°V  | 45.21         | Da                   |
| Kurdalagon Patera     | Kurdalagon⁠(d) (osetian)               | 49°37′S 217°59′W / 49.61°S 217.99°V | 28.15         | Da                   |
| Laki-oi Patera        | Laki-oi (kayan)                       | 38°56′S 61°56′W / 38.94°S 61.93°V   | 105.16        | Nu                   |
| Llew Patera           | Llew⁠(d) (celtic)                      | 12°10′N 242°19′W / 12.16°N 242.31°V | 78.0          | Da                   |
| Loki Patera⁠(d)        | Loki (nordic)                         | 12°58′N 308°48′W / 12.97°N 308.8°V  | 227.79        | Da                   |
| Lu Huo Patera         | Lu Huo (chinez)                       | 38°31′S 353°10′W / 38.52°S 353.17°V | 63.95         | Nu                   |
| Maasaw Patera         | Masau'u (hopi)                        | 40°17′S 339°05′W / 40.28°S 339.09°V | 43.99         | Nu                   |
| Mafuike Patera        | Mahu-ike⁠(d) (polinezian)              | 13°31′S 259°28′W / 13.52°S 259.47°V | 148.32        | Nu                   |
| Malik Patera          | Malik (babilonian și cananite)        | 34°09′S 129°35′W / 34.15°S 129.59°V | 121.68        | Da                   |
| Mama Patera           | Mama (chibchan)                       | 11°17′S 355°19′W / 11.28°S 355.31°V | 15.72         | Nu                   |
| Manua Patera⁠(d)       | Manua (hawaian)                       | 35°47′N 321°44′W / 35.78°N 321.73°V | 110.51        | Da                   |
| Masaya Patera         | Masaya⁠(d) (nicaraguan)                | 22°37′S 344°29′W / 22.62°S 344.49°V | 55.09         | Nu                   |
| Maui Patera⁠(d)        | Māui⁠(d) (hawaian)                     | 16°37′N 124°15′W / 16.61°N 124.25°V | 37.84         | Da                   |
| Mazda Paterae         | Ahura Mazda (zoroastrian)             | 8°49′S 313°17′W / 8.81°S 313.28°V   | 240.78        | Da                   |
| Mbali Patera          | Mbali (pigmeu)                        | 31°30′S 5°04′W / 31.5°S 5.06°V      | 40.7          | Da                   |
| Menahka Patera        | Menahka (mandan)                      | 31°19′S 344°45′W / 31.31°S 344.75°V | 9.15          | Nu                   |
| Mentu Patera          | Mentu⁠(d) (egiptean)                   | 7°00′N 139°22′W / 7.0°N 139.36°V    | 103.0         | Nu                   |
| Michabo Patera        | Michabo⁠(d) (algonquian )              | 1°12′N 167°36′W / 1.2°N 167.6°V     | 104.0         | Da                   |
| Mihr Patera           | Mihr (armean)                         | 16°31′S 305°27′W / 16.51°S 305.45°V | 61.72         | Da                   |
| Mithra Patera⁠(d)      | Mithra (zoroastrian)                  | 59°00′S 266°28′W / 59.0°S 266.46°V  | 33.78         | Da                   |
| Monan Patera⁠(d)       | un zeu tupí-guaraní                   | 19°43′N 105°23′W / 19.72°N 105.39°V | 112.89        | Da                   |
| Mulungu Patera        | Mulungu (Est African)                 | 17°16′N 217°52′W / 17.26°N 217.87°V | 62.48         | Da                   |
| Namarrkun Patera      | Namarrkun⁠(d) (aborigen australian)    | 10°04′N 175°31′W / 10.06°N 175.52°V | 16.69         | Nu                   |
| Nina Patera           | Nina (incaș)                          | 38°14′S 162°36′W / 38.24°S 162.6°V  | 52.07         | Nu                   |
| Nunurta Patera        | Ninurta⁠(d) (sumerian și akadian)      | 16°44′S 315°15′W / 16.74°S 315.25°V | 82.34         | Nu                   |
| Nusku Patera          | Nusku⁠(d) (asirian)                    | 65°01′S 3°49′W / 65.01°S 3.82°V     | 124.31        | Da                   |
| Nyambe Patera         | Nyambe⁠(d) (zambezi)                   | 0°23′N 343°07′W / 0.38°N 343.11°V   | 58.15         | Nu                   |
| Ot Patera             | Ot Ene⁠(d) (mongol)                    | 1°06′N 217°24′W / 1.1°N 217.4°V     | 52.26         | Da                   |
| Päive Patera          | Päive (sami)                          | 45°43′S 358°32′W / 45.71°S 358.54°V | 59.05         | Nu                   |
| Pautiwa Patera        | Pautiwa (hopi)                        | 34°12′S 345°35′W / 34.2°S 345.59°V  | 6.62          | Nu                   |
| Pillan Patera⁠(d)      | Pillan⁠(d) (mapuche)                   | 12°20′S 243°15′W / 12.34°S 243.25°V | 73.43         | Da                   |
| Podja Patera          | Podja (evenk)                         | 18°25′S 304°44′W / 18.41°S 304.74°V | 67.03         | Nu                   |
| Prometheus Patera⁠(d)  | Prometheus (grec)                     | 0°37′S 152°27′W / 0.62°S 152.45°V   | 73.43         | Da                   |
| Purgine Patera        | Purgine (mordvin )                    | 2°37′S 297°18′W / 2.61°S 297.3°V    | 35.74         | Nu                   |
| Pyerun Patera⁠(d)      | Perun (slavic)                        | 55°38′S 251°13′W / 55.64°S 251.21°V | 52.18         | Da                   |
| Ra Patera⁠(d)          | Ra (egiptean)                         | 8°40′S 324°42′W / 8.66°S 324.7°V    | 39.11         | Da                   |
| Radegast Patera       | Radagast⁠(d) (slavic)                  | 27°47′S 159°59′W / 27.78°S 159.98°V | 27.11         | Da                   |
| Rarog Patera          | Rarog⁠(d) (slavic)                     | 41°43′S 304°25′W / 41.71°S 304.41°V | 104.35        | Da                   |
| Rata Patera           | Rātā⁠(d) (māori)                       | 35°37′S 199°47′W / 35.61°S 199.78°V | 46.31         | Da                   |
| Reiden Patera⁠(d)      | Reiden⁠(d) (japonez)                   | 13°24′S 235°27′W / 13.4°S 235.45°V  | 73.26         | Da                   |
| Reshef Patera         | Reshef⁠(d) (fenician)                  | 27°41′N 158°04′W / 27.69°N 158.06°V | 62.0          | Nu                   |
| Reshet Paterae        | Reshet⁠(d) (aramaic)                   | 0°32′S 305°29′W / 0.53°S 305.48°V   | 148.34        | Nu                   |
| Ruaumoko Patera       | Ruaumoko⁠(d) (māori)                   | 14°43′N 139°44′W / 14.72°N 139.74°V | 19.0          | Da                   |
| Ruwa Patera           | Ruwa (Est African)                    | 0°11′N 1°45′W / 0.19°N 1.75°V       | 62.44         | Da                   |
| Savitr Patera         | Savitr⁠(d) (hindus)                    | 48°11′N 123°22′W / 48.19°N 123.36°V | 92.48         | Nu                   |
| Sêd Patera            | Sêd (fenician)                        | 2°55′S 303°34′W / 2.91°S 303.57°V   | 52.1          | Nu                   |
| Sengen Patera         | Sengen⁠(d) (japonez)                   | 32°53′S 303°44′W / 32.89°S 303.73°V | 63.64         | Da                   |
| Seth Patera           | Seth (egiptean)                       | 5°21′S 131°40′W / 5.35°S 131.67°V   | 59.82         | Da                   |
| Sethlaus Patera       | Sethlans (etrusc)                     | 52°17′S 193°50′W / 52.29°S 193.83°V | 78.57         | Da                   |
| Shakuru Patera        | Shakuru⁠(d) (pawnee)                   | 24°07′S 265°44′W / 24.12°S 265.74°V | 105.01        | Da                   |
| Shamash Patera        | Shamash (babilonian și asirian)       | 34°59′S 152°35′W / 34.99°S 152.59°V | 205.3         | Da                   |
| Shamshu Patera        | Shamshu (arab)                        | 10°04′S 62°58′W / 10.07°S 62.97°V   | 96.36         | Da                   |
| Shango Patera⁠(d)      | Shango⁠(d) (yorùbá)                    | 32°21′N 100°31′W / 32.35°N 100.52°V | 90.22         | Da                   |
| Shoshu Patera         | Shoshu⁠(d) (caucazian)                 | 20°22′S 324°40′W / 20.36°S 324.67°V | 13.08         | Nu                   |
| Sigurd Patera         | Sigurd (nordic)                       | 5°56′S 97°56′W / 5.94°S 97.93°V     | 68.6          | Da                   |
| Siun Patera           | Siun (nanai )                         | 49°50′S 0°26′W / 49.84°S 0.44°V     | 52.5          | Nu                   |
| Steropes Patera       | Steropes (grec)                       | 15°32′N 138°51′W / 15.54°N 138.85°V | 20.0          | Nu                   |
| Sui Jen Patera        | Sui Jen (chinez)                      | 19°06′S 2°39′W / 19.1°S 2.65°V      | 33.78         | Nu                   |
| Surya Patera          | Surya⁠(d) (hindus)                     | 21°28′S 151°35′W / 21.47°S 151.59°V | 49.81         | Da                   |
| Susanoo Patera        | Susanoo (japonez)                     | 22°23′N 219°48′W / 22.39°N 219.8°V  | 58.41         | Da                   |
| Svarog Patera⁠(d)      | Svarog⁠(d) (slavic)                    | 48°40′S 265°44′W / 48.66°S 265.74°V | 124.03        | Da                   |
| Talos Patera          | Talos (grec)                          | 26°23′S 354°45′W / 26.39°S 354.75°V | 24.67         | Nu                   |
| Taranis Patera        | Taranis (celtic)                      | 71°22′S 25°32′W / 71.37°S 25.53°V   | 130.67        | Nu                   |
| Taw Patera            | Taw (monguor)                         | 33°39′S 358°22′W / 33.65°S 358.37°V | 4.74          | Nu                   |
| Tawhaki Patera⁠(d)     | Tawhaki⁠(d) (maori)                    | 3°19′N 76°11′W / 3.32°N 76.18°V     | 49.85         | Da                   |
| Thomagata Patera⁠(d)   | Thomagata⁠(d) (muisca)                 | 25°40′N 165°56′W / 25.67°N 165.94°V | 59.0          | Nu                   |
| Tien Mu Patera        | Tien Mu⁠(d) (chinez)                   | 12°19′N 134°18′W / 12.31°N 134.3°V  | 28.0          | Da                   |
| Tiermes Patera        | Tiermes⁠(d) (sami)                     | 22°23′N 349°57′W / 22.38°N 349.95°V | 79.76         | Nu                   |
| Tohil Patera          | Tohil⁠(d) (maiaș)                      | 25°38′S 158°40′W / 25.63°S 158.66°V | 76.59         | Nu                   |
| Tol-Ava Patera        | Tol-Ava (mordvin)                     | 1°48′N 322°08′W / 1.8°N 322.14°V    | 84.53         | Nu                   |
| Tung Yo Patera        | Tung Yo (chinez)                      | 18°16′S 0°56′W / 18.27°S 0.93°V     | 59.68         | Nu                   |
| Tupan Patera⁠(d)       | Tupan(tupí-guaraní)                   | 18°44′S 141°08′W / 18.73°S 141.13°V | 79.13         | Da                   |
| Tvashtar Paterae⁠(d)   | Tvashtri⁠(d) (hindus)                  | 62°46′N 123°32′W / 62.76°N 123.53°V | 306.19        | Da                   |
| Ukko Patera           | Ukko⁠(d) (finlandez)                   | 30°57′N 18°25′W / 30.95°N 18.41°V   | 35.25         | Da?                  |
| Ülgen Patera          | Ülgen⁠(d) (siberian)                   | 40°51′S 287°19′W / 40.85°S 287.31°V | 43.89         | Da                   |
| Uta Patera            | Utu (sumerian)                        | 35°52′S 22°24′W / 35.86°S 22.4°V    | 43.89         | Da                   |
| Vahagn Patera         | Vahagn⁠(d) (armean)                    | 24°07′S 350°45′W / 24.11°S 350.75°V | 99.6          | Nu                   |
| Viracocha Patera⁠(d)   | Viracocha (incaș)                     | 61°46′S 280°05′W / 61.77°S 280.09°V | 59.3          | Da                   |
| Vivasvant Patera      | Vivasvant⁠(d) (hindus)                 | 75°08′N 293°59′W / 75.14°N 293.98°V | 83.19         | Da                   |
| Wabasso Patera        | Wabasso (potawatomi )                 | 22°54′S 166°42′W / 22.9°S 166.7°V   | 32.0          | Nu                   |
| Wayland Patera        | Wayland the Smith⁠(d) (germanic)       | 32°48′S 225°14′W / 32.8°S 225.23°V  | 63.37         | Da                   |
| Yaw Patera            | Yaw⁠(d) (evreu)                        | 9°54′N 132°12′W / 9.9°N 132.2°V     | 39.0          | Da                   |
| Zal Patera            | Zal⁠(d) (persan)                       | 40°15′N 74°30′W / 40.25°N 74.5°V    | 165.94        | Da                   |

## Curgeri de lavă
Fluctūs ioniane (zonele cu curgeri de lavă ) sunt numite după zeii focului și a tunetului în diverse mitologii sau după locații din mitologia greacă asociate cu Io. Coordonatele, lungimea și sursa numelui provin de pe site-ul web al Nomenclaturii Sistemului Solar al IAU. Note despre dacă fluxul de lavă a fost observat ca parte a unui vulcan activ de către astronomii de la sol, Telescopul spațial Hubble sau diferitele nave spațiale care au întâlnit sistemul Jupiter provin din cartea, Vulcanism on Io, dacă nu este menționat altfel.
| Fluctus            | Numit după              | Coordonate                          | Lungime   | Activitate Observetă |
| ------------------ | ----------------------- | ----------------------------------- | --------- | -------------------- |
| Acala Fluctus      | Acala (Budist)          | 8°58′N 334°35′W / 8.97°N 334.59°V   | 411.11 km | Da                   |
| Arinna Fluctus     | Arinna (Hitit)          | 31°14′N 149°10′W / 31.24°N 149.16°V | 121.94 km | Da                   |
| Donar Fluctus      | Donar (Germanic)        | 22°40′N 187°38′W / 22.67°N 187.63°V | 222.47 km | Da                   |
| Euboea Fluctūs     | Euboea (Grec)           | 45°01′S 350°58′W / 45.01°S 350.96°V | 104.82 km | Nu                   |
| Fjorgynn Fluctus   | Fjorgyn (nordic)        | 11°14′N 358°05′W / 11.23°N 358.08°V | 414.07 km | Da                   |
| Kanehekili Fluctus | Kāne Milohai (Hawaiian) | 17°41′S 33°34′W / 17.68°S 33.56°V   | 243.47 km | Da                   |
| Lei-Kung Fluctus   | Lei Gong (Chinez)       | 40°24′N 206°28′W / 40.4°N 206.47°V  | 386.17 km | Da                   |
| Lei-zi Fluctus     | Leizi (Chinez)          | 14°15′N 46°10′W / 14.25°N 46.16°V   | 361.1 km  | Nu                   |
| Marduk Fluctus     | Marduk (Sumerian)       | 27°35′S 210°50′W / 27.59°S 210.83°V | 169.43 km | Da                   |
| Masubi Fluctus     | Ho-Masubi (Japonez)     | 50°29′S 58°08′W / 50.49°S 58.13°V   | 501.33 km | Da                   |
| Sobo Fluctus       | Sobo (Vodou)            | 14°05′N 150°35′W / 14.08°N 150.59°V | 58.83 km  | Da                   |
| Tsũi Goab Fluctus  | Tsui (Khoikhoi)         | 1°24′S 163°24′W / 1.4°S 163.4°V     | 117.0 km  | Da                   |
| Tung Yo Fluctus    | Tung Yo (Chinez)        | 16°36′S 356°29′W / 16.6°S 356.49°V  | 459.37 km | Nu                   |
| Uta Fluctus        | Utu (Sumerian)          | 33°03′S 16°39′W / 33.05°S 16.65°V   | 332.31 km | Nu                   |

## Vulcani Scut
Vulcanii scut ioniani sau tholi sunt numiți după figuri mitologice asociate cu focul sau cu nimfa Io.
| Tholus           | Numit după        | Coordonatele                        | Lungime   | Înălțime |
| ---------------- | ----------------- | ----------------------------------- | --------- | -------- |
| Apis Tholus      | Apis ( grec )     | 10°54′S 347°53′W / 10.9°S 347.88°V  | 145,71 km | N / A    |
| Inachus Tholus   | Inachus ( grec )  | 16°11′S 347°46′W / 16.18°S 347.76°V | 176,96 km | 1.8 km   |
| Tsũi Goab Tholus | Tsui ( Khoikhoi ) | 0°06′S 163°00′W / 0.1°S 163.0°V     | 53,0 km   | 0,8 km   |

## Canale de lavă
Canalele de lavă ioniane care taie în terenul înconjurător folosesc termenul vallis.
| Vallis         | Numit după        | Coordonatele                  | Lungime              |
| -------------- | ----------------- | ----------------------------- | -------------------- |
| Tawhaki Vallis | Tawhaki ( maori ) | 0°30′N 72°48′W / 0.5°N 72.8°V | 190,0 kilometri (km) |